# Yebokangal Ri
Der Yebokangal Ri (auch Jebo Kangri) ist ein 7365 m hoher Berg im Himalaya-Gebirgsmassiv Jugal Himal im Süden von Tibet (Volksrepublik China).
Der Yebokangal Ri gilt aufgrund einer Schartenhöhe von nur 265 m als ein Nebengipfel des Achttausenders Shishapangma und nicht als eigenständiger Berg. Er befindet sich 2,08 km nordnordwestlich vom Hauptgipfel des Shishapangma, mit welchem er über einen Berggrat verbunden ist. Neben dem höheren Ostgipfel verfügt der Yebokangal Ri noch über den 7332 m hohen Westgipfel.

## Besteigungsgeschichte
Im Rahmen der Vorbereitung der Besteigung des Shishapangma erfolgte im August/September 1987 die Erstbesteigung des Yebokangal Ri durch Jerzy Kukuczka und Artur Hazjer.